# 쿠바 문학
다음은 쿠바 문학에 대한 설명이다.
낭만주의시대에 들어와 대두된 이 나라의 문학은 ‘근대주의’로서 이행과정(移行過程)에서 두 사람의 우수한 시인을 낳았다. 그 중 한 사람은 조국독립을 위해 전쟁에서 쓰러진 호세 마르티(1853-1895)이다.
그는 명석·간결한 시로 구티에레스 나헤라와 함께 ‘근대파’ 시(詩)의 창시자가 되었다. 또 한 사람은 낭만파(派)로부터 전환하여 고답파(高踏派)나 상징주의로 기울어져 삶의 비애나 허무를 노래한 ‘근대주의’의 선구적 시인 훌리안 델 카살(1863-1893)이다. 그 이후 시단은 퇴조(退潮)의 징후를 보이나, 처녀시집 <손의 모티프>에 의해 흑인음악의 리듬을 이어받아 그 소박한 정감을 전하는, 소위 ‘흑인시(黑人詩)’의 대표적 시인이 된 니콜라스 기리옌(1902-1989)이 나와 소생한다.
그는 ‘흑인시’에 보다 세련된 솜씨를 보이는가 하면 후기(後期)의 <송고로 코송고> 등의 작품에서는 점차로 사회시적 경향을 심화해 갔다.

## 같이 보기
- 라틴아메리카 문학